# Hathumod
Hathumod, född 840, död 874, var en tysk abbedissa, den första abbedissan av det furstliga riksklostret Gandersheim kloster 852–874.

## Biografi
Hathumod var dotter till greve Liudolf av Sachsen. Hon fick en på den tiden hög utbildning för en kvinna vid Herford kloster, där hon undervisades vid den humanistiska latinskolan.
Hathumods far grundade år 852 ett kloster för kvinnor i Brunshausen, där han placerade henne som dess första abbedissa vid tolv års ålder: även hennes två systrar placerades där av fadern. Klostret flyttade 856 till Gandersheim. Hon fäste stor vikt vid att vidarebefordra den humanistiska utbildning som hon fått i Herford. Hon dog vid 34 års ålder till följd av en okänd sjukdom som hon sägs ha fått när hon tog hand om sina systrar som var sjuka.
Hathumod blev föremål för den samtida biografin Vita et obitus Hathumodae av munken Agius, där hon skildras som ovanligt from, enkel och självuppoffrande.